# Promynoglenes parvula
Promynoglenes parvula is een spinnensoort in de taxonomische indeling van de hangmatspinnen (Linyphiidae).
Het dier behoort tot het geslacht Promynoglenes. De wetenschappelijke naam van de soort werd voor het eerst geldig gepubliceerd in 1979 door A. David Blest.